# Döbrököz
Döbrököz è un comune dell'Ungheria centro-meridionale di 2 064 abitanti (dati 2008). È situato nella contea di Tolna.